# Lorenzo Melgarejo
Lorenzo Antonio Melgarejo Sanabria (Loma Grande, 10 de agosto de 1990) é um futebolista paraguaio que atua como ponta-esquerda, meia ou lateral-esquerdo. Atualmente joga no Libertad.

## Carreira
Começou sua carreira em 2009, no 12 de Octubre, tendo-se transferido no ano seguinte para o Olimpia. Em 2011 representava o Independiente do Paraguai, até se transferir para o Benfica. A sua transferência para o clube português foi anunciada oficialmente no dia 14 de junho de 2011, pelo presidente do Independiente, tendo o negócio sido acordado por um valor na casa dos 760 mil euros. Logo após chegar aos Encarnados, Melgarejo foi emprestado ao também português Paços de Ferreira.

## Estatísticas
Atualizadas até 5 de dezembro de 2016

### Clubes
| Clube             | Temporada         | Campeonato nacional | Campeonato nacional | Campeonato nacional | Copa nacional[a] | Copa nacional[a] | Copa nacional[a] | Competições continentais[b] | Competições continentais[b] | Competições continentais[b] | Outros torneios[c] | Outros torneios[c] | Outros torneios[c] | Total | Total | Total   |
| Clube             | Temporada         | Jogos               | Gols                | Assist.             | Jogos            | Gols             | Assist.          | Jogos                       | Gols                        | Assist.                     | Jogos              | Gols               | Assist.            | Jogos | Gols  | Assist. |
| ----------------- | ----------------- | ------------------- | ------------------- | ------------------- | ---------------- | ---------------- | ---------------- | --------------------------- | --------------------------- | --------------------------- | ------------------ | ------------------ | ------------------ | ----- | ----- | ------- |
| 12 de Octubre     | 2009              | 22                  | 7                   | 0                   | —                | —                | —                | —                           | —                           | —                           | —                  | —                  | —                  | 22    | 7     | 0       |
| 12 de Octubre     | Total             | 22                  | 7                   | 0                   | 0                | 0                | 0                | 0                           | 0                           | 0                           | 0                  | 0                  | 0                  | 22    | 7     | 0       |
| Olimpia           | 2010              | 12                  | 1                   | 0                   | —                | —                | —                | —                           | —                           | —                           | —                  | —                  | —                  | 12    | 1     | 0       |
| Olimpia           | Total             | 12                  | 1                   | 0                   | 0                | 0                | 0                | 0                           | 0                           | 0                           | 0                  | 0                  | 0                  | 12    | 1     | 0       |
| Independiente     | 2011              | 17                  | 8                   | 0                   | —                | —                | —                | —                           | —                           | —                           | —                  | —                  | —                  | 17    | 8     | 0       |
| Independiente     | Total             | 17                  | 8                   | 0                   | 0                | 0                | 0                | 0                           | 0                           | 0                           | 0                  | 0                  | 0                  | 17    | 8     | 0       |
| Paços de Ferreira | 2011–12           | 29                  | 10                  | 3                   | 2                | 1                | 0                | —                           | —                           | —                           | —                  | —                  | —                  | 31    | 11    | 3       |
| Paços de Ferreira | Total             | 29                  | 10                  | 3                   | 2                | 1                | 0                | 0                           | 0                           | 0                           | 0                  | 0                  | 0                  | 31    | 11    | 3       |
| Benfica           | 2012–13           | 21                  | 2                   | 3                   | 5                | 0                | 0                | 14                          | 0                           | 2                           | —                  | —                  | —                  | 40    | 2     | 5       |
| Benfica           | Total             | 21                  | 2                   | 3                   | 5                | 0                | 0                | 14                          | 0                           | 2                           | 0                  | 0                  | 0                  | 40    | 2     | 5       |
| Benfica B         | 2012–13           | 1                   | 0                   | 0                   | —                | —                | —                | —                           | —                           | —                           | —                  | —                  | —                  | 1     | 0     | 0       |
| Benfica B         | Total             | 1                   | 0                   | 0                   | 0                | 0                | 0                | 0                           | 0                           | 0                           | 0                  | 0                  | 0                  | 1     | 0     | 0       |
| Kuban Krasnodar   | 2013–14           | 17                  | 6                   | 2                   | 1                | 1                | 0                | 6                           | 3                           | 0                           | —                  | —                  | —                  | 24    | 10    | 2       |
| Kuban Krasnodar   | 2014–15           | 14                  | 1                   | 0                   | 1                | 0                | 0                | —                           | —                           | —                           | —                  | —                  | —                  | 15    | 1     | 0       |
| Kuban Krasnodar   | 2015–16           | 16                  | 8                   | 2                   | 1                | 1                | 0                | —                           | —                           | —                           | —                  | —                  | —                  | 17    | 9     | 2       |
| Kuban Krasnodar   | Total             | 47                  | 15                  | 4                   | 3                | 2                | 0                | 6                           | 3                           | 0                           | 0                  | 0                  | 0                  | 56    | 20    | 4       |
| Spartak Moscou    | 2015–16           | 11                  | 2                   | 1                   | —                | —                | —                | —                           | —                           | —                           | —                  | —                  | —                  | 11    | 2     | 1       |
| Spartak Moscou    | 2016–17           | 14                  | 1                   | 0                   | —                | —                | —                | 1                           | 0                           | 0                           | —                  | —                  | —                  | 15    | 1     | 0       |
| Spartak Moscou    | Total             | 25                  | 3                   | 1                   | 0                | 0                | 0                | 1                           | 0                           | 0                           | 0                  | 0                  | 0                  | 26    | 3     | 1       |
| Total na carreira | Total na carreira | 174                 | 46                  | 11                  | 10               | 3                | 0                | 21                          | 3                           | 2                           | 0                  | 0                  | 0                  | 205   | 52    | 13      |

- a. ^ Jogos da Taça de Portugal e Taça da Liga
- b. ^ Jogos da Liga Europa da UEFA e Liga dos Campeões da UEFA
- c. ^ Jogos do Amistoso

### Seleção Paraguaia
Abaixo estão listados todos jogos e gols do futebolista pela Seleção Paraguaia, desde as categorias de base. Abaixo da tabela, clique em expandir para ver a lista detalhada dos jogos de acordo com a categoria selecionada.
Sub-20
| Ano   |       |      |         |       |
| Ano   | Jogos | Gols | Assist. | Média |
| ----- | ----- | ---- | ------- | ----- |
| 2009  | 1     | 0    | 0       | 0     |
| Total | 1     | 0    | 0       | 0     |

Principal
| Ano   |       |      |         |       |
| Ano   | Jogos | Gols | Assist. | Média |
| ----- | ----- | ---- | ------- | ----- |
| 2012  | 1     | 0    | 0       | 0     |
| 2013  | 1     | 0    | 0       | 0     |
| Total | 2     | 0    | 0       | 0     |

## Títulos
Spartak Moscou
- Premier League Russa: 2016–17
- Supercopa da Rússia: 2017